# Hormisda IV
Ormisdas IV, Ormisdates IV ou Hormisda IV (? - 590) foi um xá do Império Sassânida de 579 a 590. Reinou por quinze anos, foi antecedido por Cosroes I e sucedido por Cosroes II.
Ele foi tolerante com o cristianismo, e ordenou que os zoroastristas e cristãos vivessem juntos e em paz.

## Vida
Durante seu reinado, Hormisda IV mandou massacrar a alta aristocracia e o sacerdócio zoroastriano, enquanto apoiava a pequena nobreza (o dehqan). Seu reinado foi marcado por guerras constantes: a oeste, ele travou uma longa e indecisa guerra com o Império Bizantino, que estava em andamento desde o reinado de seu pai; e a leste, o general iraniano Bahram Chobin conteve e derrotou com sucesso o Caganato Turco Ocidental durante a Primeira Guerra Perso-Turca. Foi também durante o reinado de Hormizd IV que a dinastia cosroida da Ibéria foi abolida. Depois de negociar com a aristocracia ibérica e ganhar seu apoio, a Ibéria foi incorporada com sucesso ao Império Sassânida.
Com ciúmes do sucesso de Bahram no leste, Hormisda IV o desonrou e demitiu, o que levou a uma rebelião liderada por Bahram, que marcou o início da guerra civil sassânida de 589-591. Outra facção, liderada por dois outros nobres insatisfeitos, Vistahm e Vinduyih, depôs e matou Hormisda IV e elevou seu filho Khosrow II como o novo rei (shah).
Hormisda IV era conhecido por sua tolerância religiosa, recusando apelos do sacerdócio zoroastriano para perseguir a população cristã do país. Fontes contemporâneas geralmente o consideravam uma figura tirânica, devido às suas políticas. A historiografia moderna apresenta uma visão mais branda dele e o considera um governante bem-intencionado que se esforçou para continuar as políticas de seu pai, embora com ambição excessiva.

### Derrubada e morte

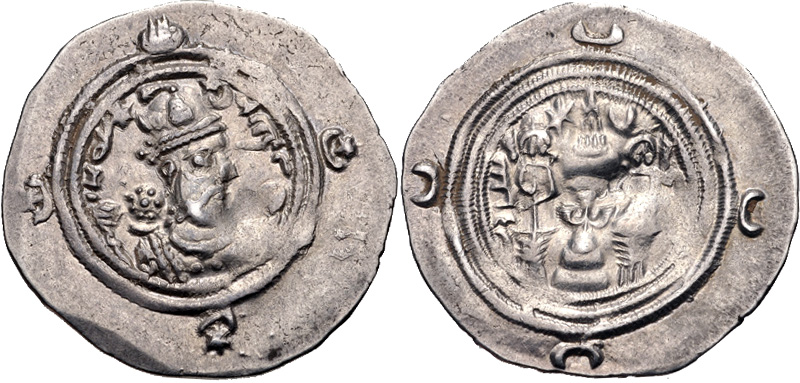
Dracma de Cosroes II, cunhada em 590.

Hormizd, durante sua estada em Ctesifonte, foi derrubado em uma revolução palaciana aparentemente sem derramamento de sangue por seus cunhados Vistahm e Vinduyih, que de acordo com o escritor siríaco Josué, o Estilita, ambos "odiavam igualmente Hormizd". Eles cegaram Hormizd com uma agulha em brasa e colocaram seu filho mais velho, Khosrow II (que era sobrinho deles por parte de mãe) no trono. Em junho, os dois irmãos estrangularam Hormizd até a morte com seu próprio turbante.

## Nome
O teônimo Hormisda é a versão latina do persa médio Hormisde (𐭠𐭥𐭧𐭥𐭬𐭦𐭣; Hormizd), Ormasde (Ōhrmazd), Hormosde / Ormosde ((H)ormozd), Ormusde (Ormozd) ou Oramasde (Ohramazd), o nome da divindade suprema no zoroastrismo, cujo nome avéstico era Aúra-Masda (Ahura-Mazdāh). Foi registrao em persa antigo como Auramasda (Auramazdā), em grego como Hormisdas (Ορμίσδας, Ormísdas), Hormisdes (Ορμίσδης, Ormísdēs), Horomazes (Ωρομάζης, Oromázēs) e Hormisdates (Ορμισδάτης, Ormisdátēs), em árabe era Hormuz (هرمز), em armênio como Oramasde (Օրամազդ; Oramazd) e Ormisde (Որմիզդ, Ormizd) e em georgiano era Urmisde (ურმიზდი, Urmizd).